# Marcel·lí Gausachs
Marcel·lí Gausachs i Gausachs (1891, Barcelona – 23. prosince 1931, tamtéž) byl katalánský fotograf ze severovýchodu Španělska.

## Životopis
O jeho životě je toho známo jen velmi málo. Byl členem fotografické sekce Katalánského turistického klubu. Specializoval se na stereoskopickou fotografii, techniku, při níž jsou dva obrázky pořizovány z mírně odlišných pozic; při pohledu diváka, který každému oku představuje pouze jeden obrázek, což vytváří prostorovou iluzi. Zaměřoval se na architekturu, krajinu a lidskou činnost Katalánska a Španělska a v menší míře Francie a Belgie na počátku 20. století. Katalánská knihovna uchovává 349 jeho fotografických desek (119 pozitivů a 230 negativů) v Memòria Digital de Catalunya jako historický zdroj.

## Galerie

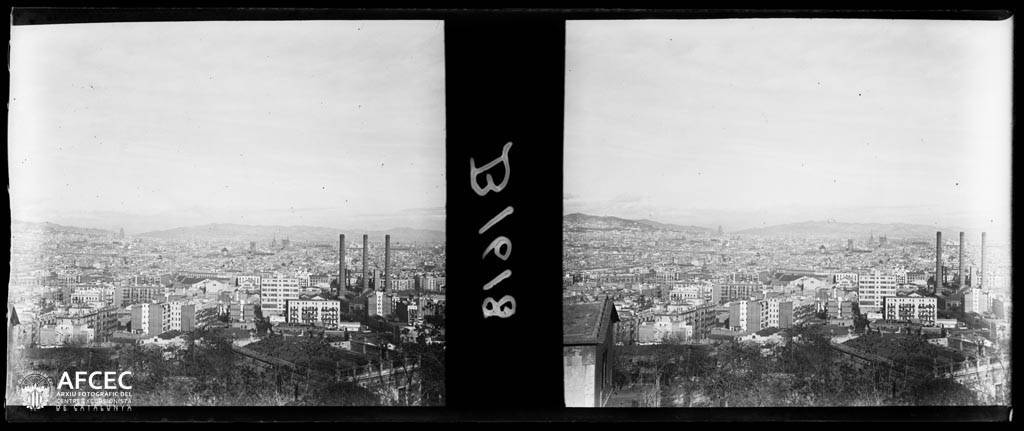
Pohled na Barcelonu z Montjuic, Katalánsko
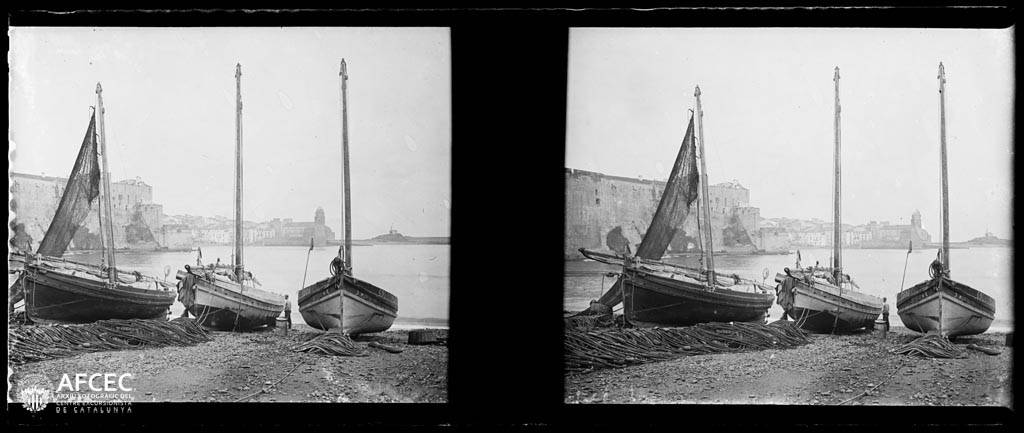
Lodě na pláži v Cotlliure, Pyrénées-Orientales, jižní Francie
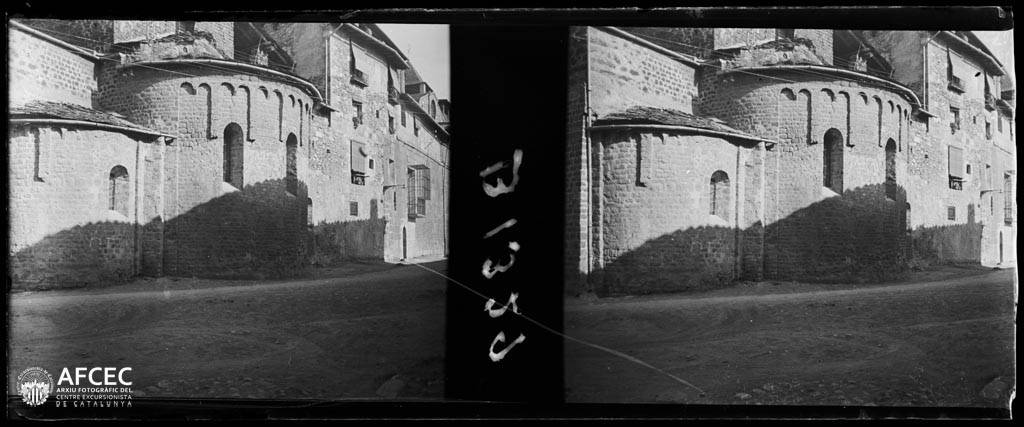
Kostel Sant Miquel de la Seu d'Urgell, připojený ke katedrále La Seu d'Urgell, Katalánsko
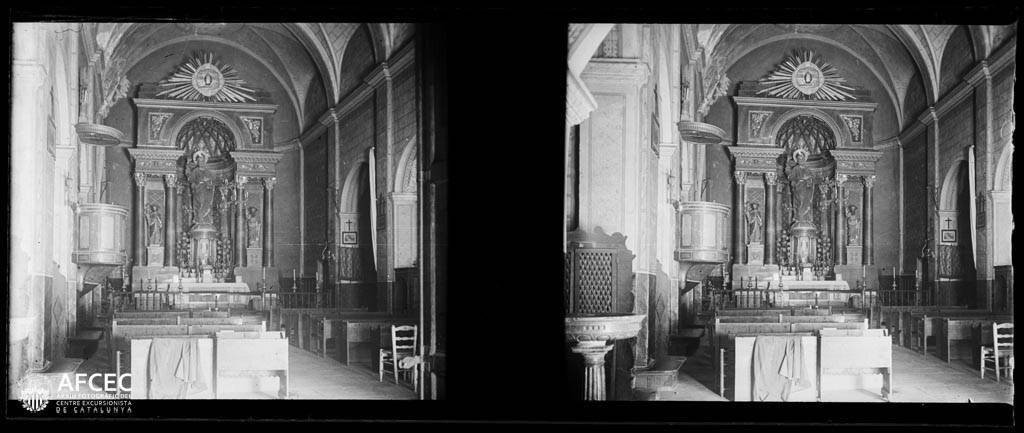
Hlavní oltář Sant Pere d'Osor, Osor, Katalánsko
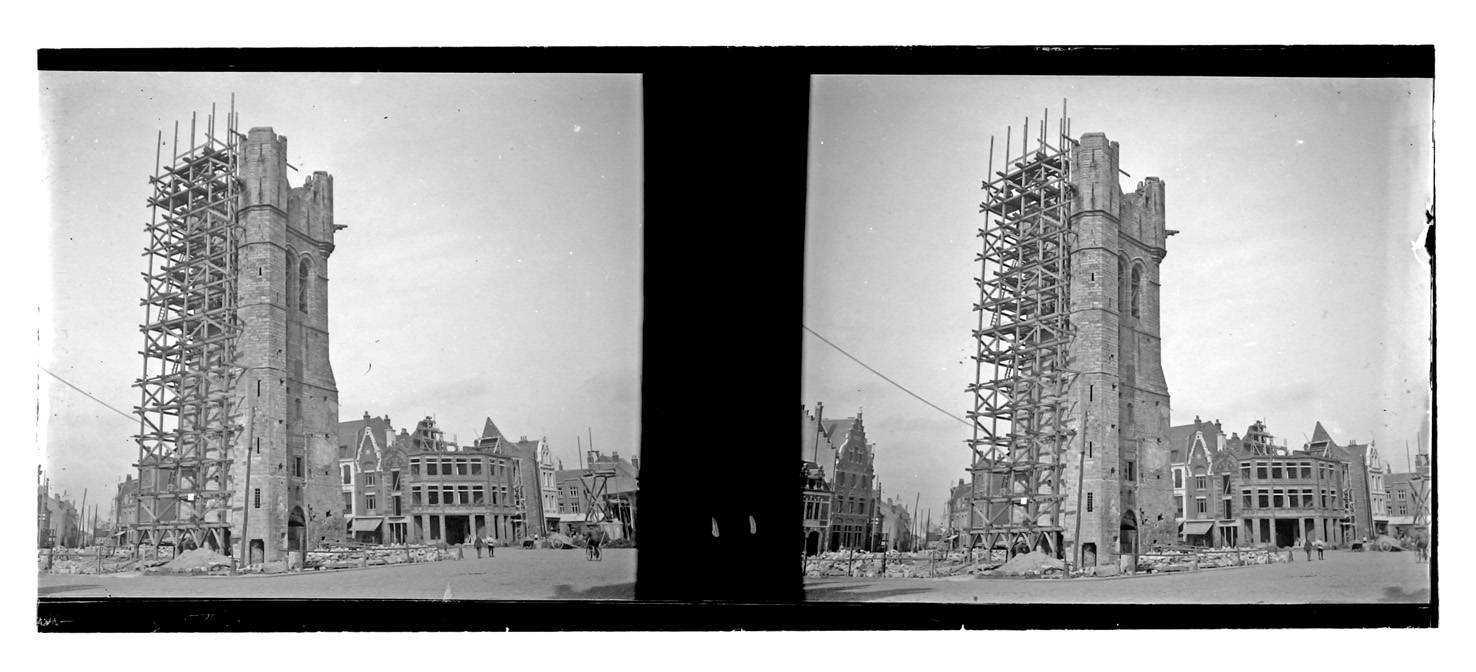
Beffroi de Béthune, Béthune, severní Francie, v rekonstrukci